# Antoni Baranowski (1901–1986)
Antoni Baranowski ps. „Alan”, „Bagnet” (ur. 5 lipca?/18 lipca 1901 w Kijowie, zm. 1986 w Lailly-en-Val) – podpułkownik Wojska Polskiego.

## Życiorys
Antoni Baranowski był synem Władysława oraz Katarzyny z domu Jampolska. Uczył się w Żytomierzu w II Gimnazjum Męskim, w którym w maju 1918 ukończył szóstą klasę. Służył w Żytomierzu od kwietnia 1917 w Polskiej Organizacji Wojskowej jako zastępca dowódcy sekcji pod pseudonimem „Bagnet”. 2 października 1918 przewożąc broń został w tym mieście aresztowany przez żandarmerię niemiecką. Zwolniono go z więzienia 22 października, a następnie ukrywał się. Służył ochotniczo od listopada 1918 w WP, początkowo w batalionie szturmowym w Równem, a następnie we Włodzimierzu Wołyńskim. Kiedy oddział przeformowano w kompanię szturmową 1 pułku piechoty Legionów był w nim od marca 1919 w stopniu sierżanta podoficerem prowiantowym, a następnie w maju przeniesiony został do kompanii sztabowej pułku. W okresie lipiec–październik 1919 był absolwentem Oficerskiej Szkoły Aeronautycznej w Poznaniu, a później oficerem do zleceń w Inspektoracie Wojsk Lotniczych. Oficer do zleceń od marca 1920, a od czerwca adiutant szefa Departamentu III Żeglugi Powietrznej Ministerstwa Spraw Wojskowych. Od stycznia 1921 w sanatorium w Zakopanem leczył gruźlicę, której się nabawił w więzieniu niemieckim i na froncie, a od listopada w szpitalu w Rajczy, w którym od listopada 1922 pełnił funkcję oficera administracyjnego szpitala. Przydzielony w styczniu 1924 do 1 pułku lotniczego na stanowisko oficera mobilizacyjnego, a z dniem 31 stycznia 1924 przeniesiony w stan spoczynku.
W Warsztatach Rusznikarskich w Cytadeli Warszawskiej był od września 1924 kierownikiem strzelnicy i odbioru karabinów ręcznych. Od grudnia pracował w Warszawie w Zakładach Amunicyjnych „Pocisk” na stanowiskach: kierownik odbioru Fabryki Amunicji Artyleryjskiej, od sierpnia 1926 zastępca kierownika Wydziału Produkcji, od lutego 1929 kierownik Wydziału Sprzedaży, od października 1933 kierownik Wydziału Sprzedaży i Wydziału Ogólnego, a od maja 1934 był jednocześnie wicedyrektorem ds. administracyjnych Zakładów Amunicyjnych „Pocisk”. Na wymienionych stanowiskach był aż do wybuchu wojny, a od maja 1934 był równocześnie prokurentem Zakładów. Wiceprzewodniczący Zarządu Oddziału Związku Strzeleckiego i przewodniczący Zarządu Koła Ligi Obrony Powietrznej i Przeciwgazowej przy zakładach. We wrześniu 1939 był reklamowany od służby wojskowej i ewakuował się przez Lublin, Kowel oraz Łuck do Lwowa. Został aresztowany przez władze radzieckie, ale w listopadzie powrócił do Warszawy. Podczas okupacji mieszkał przy ul. Jaworzyńskiej 7. Od stycznia 1940 aż do wybuchu powstania warszawskiego kierownik biura komisarycznego zarządcy Zakładów Amunicyjnych „Pocisk” i Zakładów Przemysłowych „Boryszew”.
Od marca 1940 w konspiracji, a do stycznia 1942 był referentem w dziale niemieckiego przemysłu wojennego na terenie Generalnej Guberni w wywiadzie organizacji „Muszkieterów”. Dorywczo współpracował również z ZWZ od listopada 1941, a od marca 1942 pod pseudonimem „Alan” był w kierowanym przez Emila Kumora Wydziale Inwestycji i Zakupów Oddziału VII KG AK kierownikiem działu produkcji skrytek ruchomych. Otrzymał w listopadzie od dowódcy AK gen. Stefana Roweckiego „Grota” pochwałę na piśmie. Wspólnie z żoną uczestniczył w transportowaniu 105 mln zł, zdobytych podczas akcji „Góral”, która była przeprowadzona 12 sierpnia 1943. W dniu 18 listopada razem z ppłk. Władysławem Szczekowskim „Leszczycem” z Oddziału II KG AK został aresztowany przypadkowo na pl. Napoleona i osadzony na Pawiaku. W związku z brakiem dowodów winy został zwolniony 5 kwietnia 1944. W archiwum zachował się jego raport z 20 kwietnia o okolicznościach aresztowania i o treści przesłuchań w siedzibie Gestapo (AWIH: III/22/9, k. 28–29). Mianowany został kierownikiem referatu budżetowego (finansowego) Wydziału Inwestycji i Zakupów Oddziału VII KG AK oraz pełnił nadal funkcję szefa bezpieczeństwa w Komendzie Miasta Warszawa, którą sprawował jeszcze przed aresztowaniem od października 1943. Walczył w czasie powstania warszawskiego w rejonie Hal Mirowskich. Po śmierci ppłk. Stanisława Thuna „Leszcza” zastępca p.o. szefa Oddziału VII (Biura Finansów i Kontroli) KG AK ppłk. Antoniego Kruczyńskiego „Pirata”. 31 sierpnia po ewakuacji kanałami ze Starego Miasta do Śródmieścia przy ul. Siennej i Mokotowskiej uczestniczył w produkcji granatów. 10 września 1944 został ranny przy ul. Złotej. Od 15 września był referentem personalnym i zastępcą mjr. Łobarzewskiego „Skałki”, który był szefem Wydziału I sztabu Komendy Okręgu Warszawa AK.
Kiedy oddziały powstańcze skapitulowały przebywał w oflagach: Bergen-Belsen, Fallingbostel, Gross-Born, Sandbostel i Lubeka. 2 maja 1945 po uwolnieniu przez oddziały brytyjskie z niewoli, był od czerwca sekretarzem i zastępcą płk. Karola Ziemskiego, który był przewodniczącym Komisji Weryfikacyjnej AK, a znajdującej się na terenie brytyjskiej strefy okupacyjnej w Niemczech. W 1948 wyjechał do Francji po likwidacji polskich ośrodków wojskowych i osiadł w Paryżu. Był pracownikiem administracji w firmie amunicyjnej „Gevelot” i brał czynny udział w działalności społecznej: wchodził do władz Koła AK – Oddział Francja, a po śmierci Zygmunta Dygata był prezesem Skarbu Narodowego. Przeniósł się do Domu Polskiego w Lailly-en-Val po przejściu na emeryturę i zmarł tam w 1986, a pochowany został na miejscowym cmentarzu.

## Awanse
- porucznik – 1919,
- kapitan – rozkaz Dowódcy AK L.400 z 25 lipca 1944 ze starszeństwem z dniem 3 maja 1944,
- major – 1946,
- podpułkownik – 1964.

## Ordery i odznaczenia
- Krzyż Oficerski Orderu Odrodzenia Polski
- Złoty Krzyż Zasługi z Mieczami (rozkaz Dowódcy AK z 1 października 1944)
- Złoty Krzyż Zasługi
- Srebrny Krzyż Zasługi (12 maja 1933)[4]
- Medal Niepodległości (15 czerwca 1932)[5]
- Krzyż Armii Krajowej